# Международный союз экономистов
Международный союз экономистов (МСЭ) – международная независимая неправительственная общественная организация. Основана в 1991 году в г. Сандански (Болгария).
Международный Союз экономистов имеет Генеральный Консультативный статус Экономического и Социального Совета Организации Объединенных Наций. Ассоциирован с Департаментом общественной информации ООН (DPI NGO UN).
Президент Международного Союза экономистов – С.Д. Бодрунов, президент Вольного экономического общества России, директор Института нового индустриального развития имени С. Ю. Витте, д.э.н., профессор.
Штаб-квартира Международного Союза экономистов находится по адресу: г. Москва, ул. Тверская, 22А (Дом экономиста).

## Основные цели и задачи МСЭ
- содействие экономическим реформам как средству развития мирового сообщества;
- участие в разработке, реализации национальных и международных проектов, программ, направленных на ускорение экономического роста и стабилизацию экономического положения в странах, на развитие интеграционных процессов в различных регионах мира;
- поиск и внедрение новых форм международного сотрудничества;
- обеспечение широкого международного обмена информацией в различных областях экономики, науки, техники и других сферах деятельности;

и другие.

## Ежегодные Собрания МСЭ
Международный Союз экономистов проводит ежегодные Собрания членов МСЭ по актуальным вопросам развития экономики:
- 1992 г. — «Содействие экономическому и социальному прогрессу мирового сообщества» (г. Варшава, Польша);
- 1993 г. — «Узловые моменты развития мировой экономики» (г. Сан-Франциско, США);
- 1994 г. — «Экономика регионов» (г. Барселона, Испания);
- 1995 г. — «Неправительственные формы международного экономического сотрудничества» (г. Сидней, Австралия);
- 1996 г. — «Задачи МСЭ в связи с тенденциями мирового развития» (г. Париж, Франция);
- 1997 г. — «Человек в бизнесе и экономике» (г. Иерусалим, Израиль);
- 1998 г. — «Финансовый рынок. Рынок капиталов. Настоящее и будущее инвестиций» (г. Майами, США. Мексика);
- 1999 г. — «Экономика непроизводственной сферы: вопросы международного сотрудничества» (г. Лимассол, Кипр);
- 2000 г. — «Стратегия экономического развития России в XXI веке» (г. Москва, Россия);
- 2001 г. — «Мировая экономика и международные экономические связи» (г. Дубровник, Хорватия);
- 2002 г. — «Промышленная и социальная политика в странах с переходной экономикой» (г. Кейптаун, ЮАР);
- 2003 г. — «Роль и место европейского сотрудничества в развитии мировой экономики» (г. Регенсбург, Германия; г. Вена, Австрия; г. Братислава, Словакия; г. Будапешт, Венгрия);
- 2004 г. — «Глобализация и экономическое развитие» (г. Варадеро, Куба);
- 2005 г. — «Вопросы финансирования жилища и городского развития» (г. Найроби, Кения);
- 2006 г. — «Стратегия социально-экономического развития стран с переходной экономикой в соответствии с целями Декларации тысячелетия» (г. Нью-Йорк, США);
- 2007 г. — «Особые экономические зоны — мировой опыт» (г. Шанхай, г. Санья, Китай);
- 2008 г. — «Энергетика будущего: экономические проблемы» (г. Акаба, Иордания);
- 2009 г. — «Мировая экономика до 2020 года: прогнозы и реалии» (г. Майами, США);
- 2010 г. — «Мировой опыт антикризисных мер. Особенности глобализации экономики» (г. Рио-де-Жанейро, Бразилия);
- 2011 г. — «Проблемы экономики столиц государств» (г. Вена, Австрийская Республика).
- 2012 г. — «Социально-экономическое развитие мирового сообщества: современные тенденции, проблемы, перспективы» (Республика Сейшельские острова, остров Маэ).
- 2013 г. — «Новая экономика: оптимальные модели» (Соединенные Штаты Америки, города: Лас-Вегас, Лос-Анджелес, Сан-Франциско).
- 2014 г. — «Социальные измерения новой мировой экономики» (г. Сидней, Австралия; г. Квинстаун, г. Крайстчерч Новая Зеландия).
- 2015 г. — «Прогрессивные формы международной экономической интеграции» (Республика Индонезия, остров Бали);
- 2016 г. — «Современный мир: новая экономическая реальность» (Российская Федерация, г. Москва).
- 2017 г. — «Мировая экономика – глобальные изменения» (Норвегия)
- 2018 г. — IV Санкт-Петербургский международный экономический конгресс (СПЭК-2018) «Форсайт «Россия»: Новое индустриальное общество. Будущее» (Российская Федерация, г. Санкт-Петербург)